# Joghem van Loghem

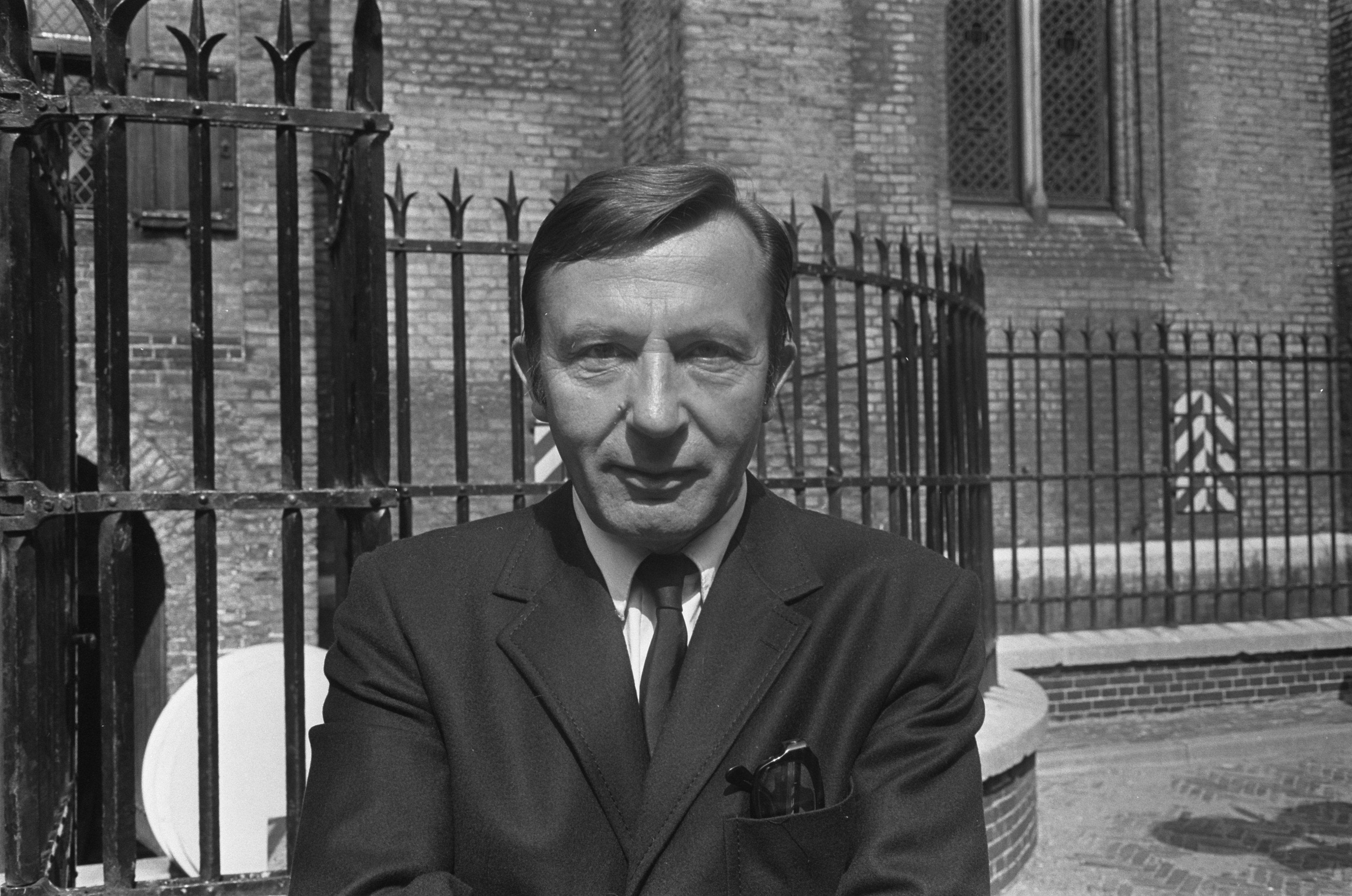
Joghem van Loghem op 27 augustus 1970

Johannes Jacobus (Joghem) van Loghem (Amsterdam, 6 november 1914 – aldaar, 3 augustus 2005) was een Nederlands wetenschapper en de eerste grote expert en hoogleraar in de immuno-pathologie in Europa.
Van Loghem was van 1950 tot 1978 wetenschappelijk directeur van het CLB, waar hij in 1945 als reserve-officier van gezondheid was begonnen. Hij was een pionier, voornamelijk in zijn onderzoek naar resusfactoren. Daarnaast was hij vanaf 1959 buitengewoon hoogleraar aan de Universiteit van Amsterdam. Ook is hij naamgever van het "J.J. van Loghem Instituut voor Immunologisch Onderzoek", verbonden aan het AMC in Amsterdam.
Van Loghem werd meerdere malen onderscheiden voor zijn werk. Zo was hij Officier in de Orde van Oranje-Nassau en Ridder in de Orde van de Nederlandse Leeuw. Tevens ontving hij eredoctoraten van de universiteiten van Turijn en Leiden. In 1990 ontving hij de Catharijneprijs van de Catharijnestichting, verbonden aan het UMC Utrecht, voor zijn wetenschappelijke prestaties op het gebied van de immunologie en infectieziekten.
Als kunstliefhebber legde Van Loghem in 1959 de basis voor de kunstcollectie van de stichting Sanquin, de overkoepelende organisatie van bloedbanken. Maandelijks worden uit deze collectie werken geëxposeerd in de naar hem genoemde galerie van Sanquin: de "Galerie Joghem".
Hij overleed uiteindelijk op 90-jarige leeftijd. Van Loghem was getrouwd met Petronella Ernesta (Erna) Langereis (1917–2015), eredoctor. Zijn zus Hansje van Loghem was tijdens de Tweede Wereldoorlog actief in de Amsterdamse Studenten Groep, die Joodse kinderen naar onderduikadressen bracht.